# Тео Буковски
Анастас Иванов, известен с псевдонима си Тео Буковски, е български писател.

## Биография
Роден е през 1973 г. в Шумен. Завършва медицина в Медицинската академия, след което работи като лекар. Започва да пише в тийнейджърска възраст приказки и стихотворения. През 2014 г. са издадени книгите му „Убийства 4D“ и „4:50 - часът на кошмара“ от поредицата на автора „Измерения на страха“. По единия от романите Тео Буковски работи повече от 20 години. Негови разкази са публикувани в различни сборници като „Детство“, „451 градуса по Бредбъри“, „По крилете на гарвана“. Участва в клуба на фантастите „Истории от някога“ и в клуба на писателите-криминалисти „Саламандър“.
В края на 2016 г. излиза сборникът с разкази на Тео Буковски „А те изпълзяват нощем“. Премиерата на книгата се състои на 9 февруари 2017 г. в читалище „Пенчо Славейков“. През 2018 г. участва с разказа си „15 минути“ в сборника „Отвъд кориците. Година първа“.
Тео Буковски е член на Съюза на българските писатели. От 2021 г. е член на Управителния съвет на Съюза.